# Tatsumi Orimoto
Tatsumi Orimoto (japanisch 折元 立身, Orimoto Tatsumi; * 1946 in Kawasaki) ist ein japanischer Künstler.
Er verwendet in seinen Performances Brot als universelles Symbol für Kommunikation. 

## Leben
Von 1969 bis 1971 studierte er am Institute of Art in Kalifornien. Von 1971 bis 1977 lebte er in Soho, New York.
2001 nahm er an der Biennale von Venedig teil.

## Werke in öffentlichen Sammlungen
Brasilien
- Museu de Arte de São Paulo Assis Chateaubriand – MASP, São Paulo

Deutschland
- Sammlung Alison & Peter W. Klein, Eberdingen-Nussdorf

Japan
- FMOCA – Forever Museum of Contemporary Art, Akita City
- Kawasaki City Museum, Kawasaki
- Hara Museum of Contemporary Art, Tokio
- Mori Art Museum, Tokio

Spanien
- TEA Tenerife Espacio de las Artes, Santa Cruz de Tenerife

Südkorea
- Posco Museum, Pohang

Vereinigtes Königreich
- Royal Academy of Arts, London (England)

## Einzelausstellungen (Auswahl)
- 1989 P.S.I. Museum, New York, USA
- 1991 Biennale Sao Paulo, Brasilien
- 2001: 49th Venice Biennial, Venedig
- 2006 2. Bukarest Biennale, Bulgarien
- 2016 Kawasaki City Museum, Kawasaki